# Телятко (срібна монета)
«Теля́тко» — срібна пам'ятна монета номіналом 2 гривні, випущена Національним банком України. Присвячена дітям, які народилися під сузір'ям Тельця. Монета має форму дев'ятикутника.
Дата уведення в обіг: 18 квітня 2014. Серія — Дитячий Зодіак.

## Опис та характеристики монети
| Номінал грн. | Метал            | Маса, грам | Діаметр, мм. | Якість виготовлення       | Гурт    | Тираж, штук |
| ------------ | ---------------- | ---------- | ------------ | ------------------------- | ------- | ----------- |
| 2            | срібло 925 проби | 7,78 / 8,4 | 26,5         | спеціальний анциркулейтед | гладкий | 10 000      |

## Аверс
На аверсі монети розміщено: угорі малий Державний Герб України, написи: угорі півколом — «НАЦІОНАЛЬНИЙ БАНК УКРАЇНИ», унизу — номінал «ДВІ ГРИВНІ» та стилізовану композицію — на тлі зіркового неба зображення знаків зодіаку, під якими на місяці солодко спить дитина; рік карбування монети «2014» та логотип Монетного двору Національного банку України (праворуч), позначення металу, проби та маси Ag 925/7,78 (ліворуч).

## Реверс
На реверсі монети зображено стилізовану композицію — ліворуч на матовому тлі символ знака зодіаку Телець, у центрі на траві — телятко, угорі напис — «ТЕЛЯТКО».

## Автори

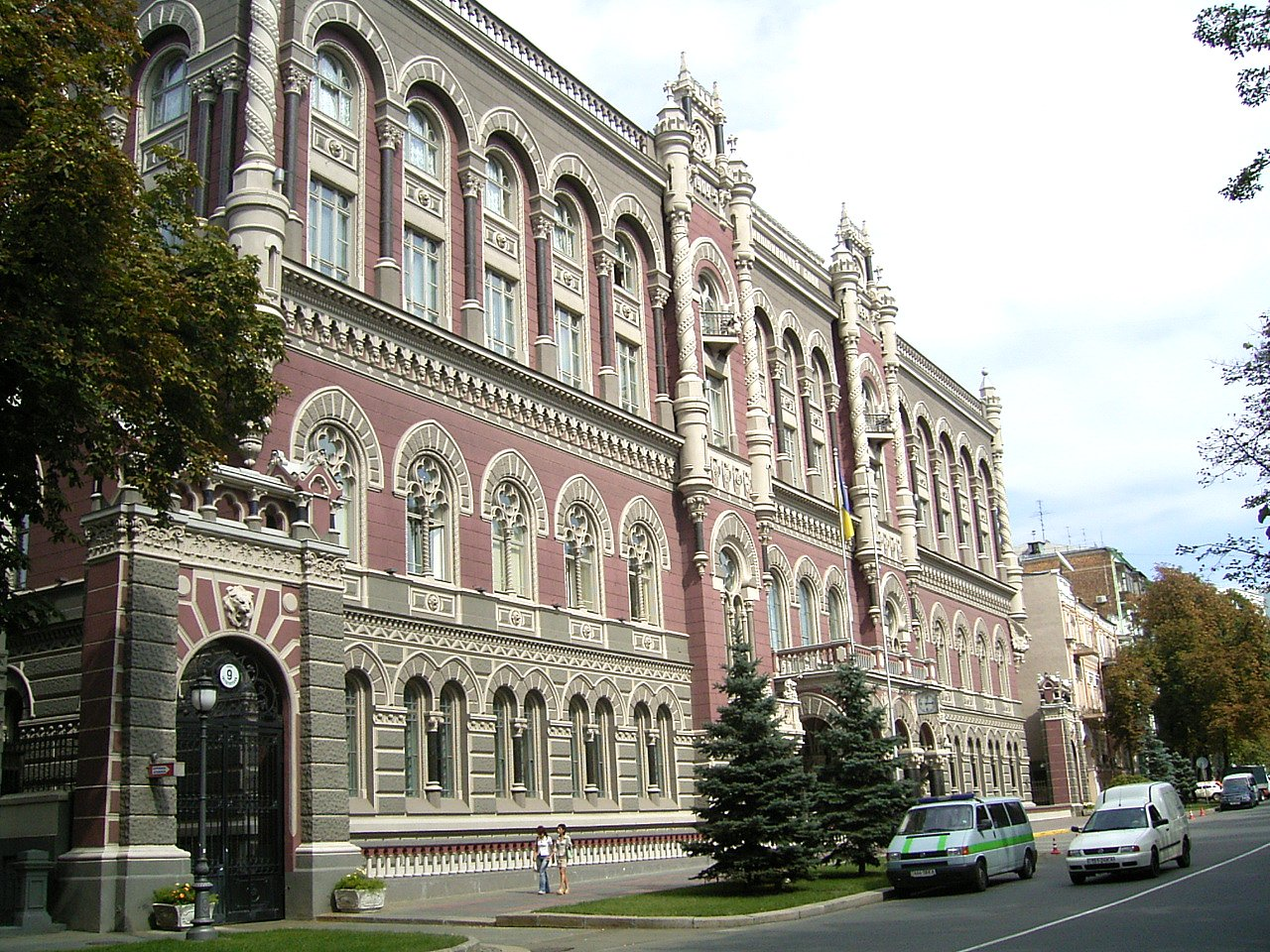
Будівля Національного банку України

- Художник — Наталія Фандікова.
- Скульптори: Святослав Іваненко та Анатолій Дем'яненко.

## Вартість монети
Під час введення монети в обіг в 2014 році, Національний банк України реалізовував монету через свої філії за ціною 230 гривень.
Фактична приблизна вартість монети, з роками змінювалася так:
| Рік        | 2014 | 2015 | 2016 | 2017 | 2018 | 2019 | 2020 | 2021 | 2022 | 2023 | 2024 | 2025  |
| ---------- | ---- | ---- | ---- | ---- | ---- | ---- | ---- | ---- | ---- | ---- | ---- | ----- |
| Ціна, грн. | 280  | 330  | 250  | 300  | 300  | 300  | 300  | 370  | 600  | 780  | 970  | 1 320 |